# Pampa (geobotánica)

Mapa de la región pampeana

La pampa (del quechua, que significa "llanura") es un grupo de tierras bajas fértiles sudamericanas que cubren más de 1 200 000 kilómetros cuadrados y comprenden las provincias argentinas de Buenos Aires, Entre Ríos, La Pampa, Santa Fe y Córdoba, la totalidad de Uruguay, y el extremo sur de Brasil (Rio Grande do Sul). La extensa llanura es una región natural, interrumpida únicamente por las sierras bajas de la Ventana y Tandil, cerca de las ciudades de Bahía Blanca y Tandil (Argentina), con una altura de 1300 m y 500 m, respectivamente. 
La región posee un clima templado y una precipitación de entre 600 a 1200 mm con una distribución bastante homogénea a lo largo del año, lo que la convierte en una región óptima para la agricultura. La zona es también una de las provincias de fisiografía distintiva de la división más amplia de la llanura del Paraná-Paraguay. La vegetación natural dominante son los pastos de diversos tipos. Esta característica la convierte en una región óptima para la ganadería.

## Topografía
Esta región es principalmente de baja altitud, los niveles más altos no superan los 600 m (2000 pies) sobre el nivel del mar. Las áreas costeras son predominantemente planas y las áreas del interior (principalmente en la parte sur del estado de Rio Grande do Sul, Brasil, y Uruguay) tienen colinas bajas (como las Serras de Sudeste en Brasil y Cuchilla Grande en Uruguay). Las colinas bajas cubiertas de pastos se llaman coxilhas en portugués y cuchillas en español, y es el paisaje más típico de las zonas rurales del norte pampeano. La elevación más alta de la región pampeana se encuentra en la Sierra de la Ventana, en la parte sur de la provincia de Buenos Aires, con 1239 m (4065 pies) en la cima del Cerro Tres Picos.

## Inmigración
A partir de la década de 1840, pero intensificándose después de la década de 1880, los inmigrantes europeos comenzaron a emigrar a las Pampas, primero como parte de los planes de colonización patrocinados por el gobierno para asentar la tierra y más tarde como agricultores arrendatarios "trabajando ya sea como aparcero o como trabajadores asalariados para terratenientes ausentes" en un intento de ganarse la vida.
Sin embargo, muchos inmigrantes acabaron trasladándose a empleos más permanentes en las ciudades, a medida que la industrialización repuntaba después de la década de 1930. Como resultado, la historia de la inmigración argentina en la provincia de Buenos Aires se asocia típicamente con las ciudades y la vida urbana, a diferencia de las provincias de Entre Ríos y Santa Fe, donde la inmigración europea adoptó un perfil más rural.

## Climas
El clima de la región pampeana es generalmente templado, dando paso gradualmente a un clima subtropical húmedo en el norte (Cfa, según la clasificación climática de Köppen, con tendencia Cwa (inviernos más secos) en el borde noroeste); un clima semiárido frío (BSk) en los bordes sur y oeste (como provincia de San Luis, oeste de la provincia de La Pampa y sur de la provincia de Buenos Aires); y un clima oceánico (Cfb) en la parte sudeste (en las localidades de Mar del Plata, Necochea, Tandil y las sierras de la Ventana, Argentina). Las temperaturas estivales son más uniformes que las invernales, oscilando generalmente entre 28 y 33 grados Celsius (82,4 y 91,4 °F) durante el día. Sin embargo, en la mayoría de las ciudades pampeanas se registran ocasionalmente temperaturas elevadas que superan los 38 grados Celsius (100,4 °F), como ocurre cuando soplan vientos cálidos, secos y septentrionales procedentes del sur de Brasil, el norte de Argentina o Paraguay. El otoño llega gradualmente en marzo y alcanza su punto álgido en abril y mayo. En abril, las máximas oscilan entre 20 y 25 grados Celsius (68,0 y 77,0 °F) y las mínimas entre 9 y 13 grados Celsius (48,2 y 55,4 °F). Las primeras heladas llegan a mediados de abril en el sur y a finales de mayo o principios de junio en el norte.

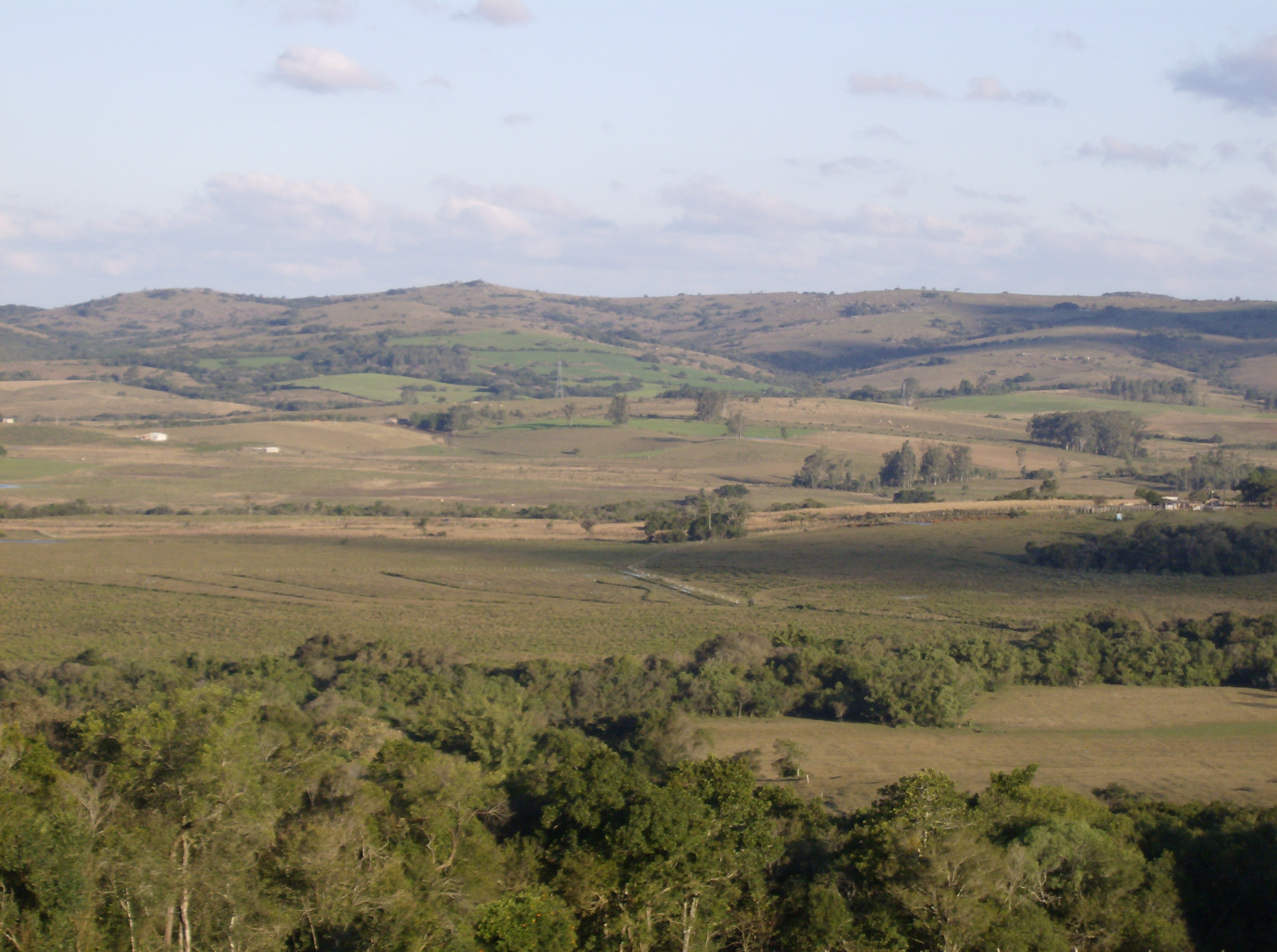
Coxilhas (colinas bajas recubiertas de praderas) en Morro Redondo, Rio Grande do Sul, Brasil.

Los inviernos suelen ser suaves, pero a menudo se producen olas de frío. Las temperaturas típicas oscilan entre 12 y 19 °C durante el día y entre 1 y 6 °C por la noche. Con fuertes vientos del norte, se pueden registrar días de más de 25 °C en casi todas partes, y durante las olas de frío, las temperaturas altas pueden ser de sólo 6 °C. Las heladas se producen en todas partes de la Pampa, pero son mucho más frecuentes en el suroeste que alrededor de los ríos Paraná y Uruguay. Las temperaturas inferiores a -5 °C pueden darse en todas partes, pero los valores de -10 °C o inferiores se limitan al sur y al oeste. La nieve casi nunca cae en el tercio más septentrional y es escasa y ligera en el resto, salvo eventos excepcionales en los que las profundidades han alcanzado los 30 cm. Las primaveras son muy variables; es más cálido que el otoño en la mayoría de las zonas (especialmente en el oeste), pero significativamente más frío a lo largo del Atlántico. Las tormentas violentas son más frecuentes, así como las grandes variaciones de temperatura: días de 35 °C pueden dar paso a noches de menos de 5 °C o incluso heladas, todo ello en pocos días.
Las precipitaciones oscilan entre 1400 milímetros (55,1 plg) en el noreste y unos 400 milímetros (15,7 plg) o menos en los bordes sur y oeste. Es muy estacional en el oeste, con algunos lugares que registran medias de 120 milímetros (4,7 plg) mensuales en verano, y sólo 20 milímetros (0,8 plg) mensuales en invierno. Las zonas orientales presentan pequeños picos en otoño y primavera, con veranos relativamente lluviosos e inviernos sólo ligeramente más secos. Sin embargo, mientras que en verano la lluvia cae en forma de tormentas cortas y fuertes, en invierno lo hace sobre todo en forma de lloviznas frías, por lo que la cantidad de días de lluvia es bastante constante. Las tormentas eléctricas muy intensas son frecuentes en primavera y verano, y cuenta con una de las mayores frecuencias de rayos y cimas de nubes convectiva del mundo.  Las tormentas eléctricas severas producen intensas tormentas de granizos, tanto inundacioness como inundaciones repentinass, y la región más consistentemente activa de tornados fuera del centro y sureste de EE. UU.

### Climogramas
Climogramas para diferente ubicaciones en la Pampa:
| Climograma de Bagé, Rio Grande do Sul, Brasil (1981-2010) | Climograma de Bagé, Rio Grande do Sul, Brasil (1981-2010) | Climograma de Bagé, Rio Grande do Sul, Brasil (1981-2010) | Climograma de Bagé, Rio Grande do Sul, Brasil (1981-2010) | Climograma de Bagé, Rio Grande do Sul, Brasil (1981-2010) | Climograma de Bagé, Rio Grande do Sul, Brasil (1981-2010) | Climograma de Bagé, Rio Grande do Sul, Brasil (1981-2010) | Climograma de Bagé, Rio Grande do Sul, Brasil (1981-2010) | Climograma de Bagé, Rio Grande do Sul, Brasil (1981-2010) | Climograma de Bagé, Rio Grande do Sul, Brasil (1981-2010) | Climograma de Bagé, Rio Grande do Sul, Brasil (1981-2010) | Climograma de Bagé, Rio Grande do Sul, Brasil (1981-2010) |
| --- | --------------------------------------------------------- | --------------------------------------------------------- | --------------------------------------------------------- | --------------------------------------------------------- | --------------------------------------------------------- | --------------------------------------------------------- | --------------------------------------------------------- | --------------------------------------------------------- | --------------------------------------------------------- | --------------------------------------------------------- | --------------------------------------------------------- |
| E | F                                                         | M                                                         | A                                                         | M                                                         | J                                                         | J                                                         | A                                                         | S                                                         | O                                                         | N                                                         | D                                                         |
| 125.0 30 18 | 130.7 29 18                                               | 102.6 28 17                                               | 161.3 24 14                                               | 150.8 20 11                                               | 131.7 17 9                                                | 132.3 17 8                                                | 106.3 19 9                                                | 111.1 20 10                                               | 129.7 23 13                                               | 118.9 26 15                                               | 113.2 29 17                                               |
| temperaturas en °C • totales de precipitación en mm fuente: INMET |                                                           |                                                           |                                                           |                                                           |                                                           |                                                           |                                                           |                                                           |                                                           |                                                           |                                                           |
| Conversión sistema imperial\| E \| F \| M \| A \| M \| J \| J \| A \| S \| O \| N \| D \| \| 4.9 85 65 \| 5.1 83 64 \| 4 82 62 \| 6.4 75 57 \| 5.9 68 52 \| 5.2 63 47 \| 5.2 63 46 \| 4.2 67 48 \| 4.4 68 50 \| 5.1 74 55 \| 4.7 79 58 \| 4.5 84 62 \| \| temperaturas en °F • totales de precipitación en pulgadas \| \| \| \| \| \| \| \| \| \| \| \| |                                                           |                                                           |                                                           |                                                           |                                                           |                                                           |                                                           |                                                           |                                                           |                                                           |                                                           |
| E | F                                                         | M                                                         | A                                                         | M                                                         | J                                                         | J                                                         | A                                                         | S                                                         | O                                                         | N                                                         | D                                                         |
| 4.9 85 65 | 5.1 83 64                                                 | 4 82 62                                                   | 6.4 75 57                                                 | 5.9 68 52                                                 | 5.2 63 47                                                 | 5.2 63 46                                                 | 4.2 67 48                                                 | 4.4 68 50                                                 | 5.1 74 55                                                 | 4.7 79 58                                                 | 4.5 84 62                                                 |
| temperaturas en °F • totales de precipitación en pulgadas |                                                           |                                                           |                                                           |                                                           |                                                           |                                                           |                                                           |                                                           |                                                           |                                                           |                                                           |

| Climograma de Santa Vitória do Palmar, Rio Grande do Sul, Brasil (1981-2010) | Climograma de Santa Vitória do Palmar, Rio Grande do Sul, Brasil (1981-2010) | Climograma de Santa Vitória do Palmar, Rio Grande do Sul, Brasil (1981-2010) | Climograma de Santa Vitória do Palmar, Rio Grande do Sul, Brasil (1981-2010) | Climograma de Santa Vitória do Palmar, Rio Grande do Sul, Brasil (1981-2010) | Climograma de Santa Vitória do Palmar, Rio Grande do Sul, Brasil (1981-2010) | Climograma de Santa Vitória do Palmar, Rio Grande do Sul, Brasil (1981-2010) | Climograma de Santa Vitória do Palmar, Rio Grande do Sul, Brasil (1981-2010) | Climograma de Santa Vitória do Palmar, Rio Grande do Sul, Brasil (1981-2010) | Climograma de Santa Vitória do Palmar, Rio Grande do Sul, Brasil (1981-2010) | Climograma de Santa Vitória do Palmar, Rio Grande do Sul, Brasil (1981-2010) | Climograma de Santa Vitória do Palmar, Rio Grande do Sul, Brasil (1981-2010) |
| --- | ---------------------------------------------------------------------------- | ---------------------------------------------------------------------------- | ---------------------------------------------------------------------------- | ---------------------------------------------------------------------------- | ---------------------------------------------------------------------------- | ---------------------------------------------------------------------------- | ---------------------------------------------------------------------------- | ---------------------------------------------------------------------------- | ---------------------------------------------------------------------------- | ---------------------------------------------------------------------------- | ---------------------------------------------------------------------------- |
| E | F                                                                            | M                                                                            | A                                                                            | M                                                                            | J                                                                            | J                                                                            | A                                                                            | S                                                                            | O                                                                            | N                                                                            | D                                                                            |
| 83.2 28 18 | 153.6 27 18                                                                  | 121.1 26 17                                                                  | 120.9 23 14                                                                  | 124.8 19 11                                                                  | 114.6 16 8                                                                   | 114.7 16 7                                                                   | 103.4 17 8                                                                   | 88.5 18 10                                                                   | 78.7 21 12                                                                   | 79.2 24 14                                                                   | 85.2 26 16                                                                   |
| temperaturas en °C • totales de precipitación en mm fuente: Instituto Nacional de Meteorologia |                                                                              |                                                                              |                                                                              |                                                                              |                                                                              |                                                                              |                                                                              |                                                                              |                                                                              |                                                                              |                                                                              |
| Conversión sistema imperial\| E \| F \| M \| A \| M \| J \| J \| A \| S \| O \| N \| D \| \| 3.3 82 65 \| 6 81 65 \| 4.8 79 63 \| 4.8 74 57 \| 4.9 67 51 \| 4.5 62 47 \| 4.5 60 45 \| 4.1 63 47 \| 3.5 65 49 \| 3.1 71 54 \| 3.1 75 57 \| 3.4 79 61 \| \| temperaturas en °F • totales de precipitación en pulgadas \| \| \| \| \| \| \| \| \| \| \| \| |                                                                              |                                                                              |                                                                              |                                                                              |                                                                              |                                                                              |                                                                              |                                                                              |                                                                              |                                                                              |                                                                              |
| E | F                                                                            | M                                                                            | A                                                                            | M                                                                            | J                                                                            | J                                                                            | A                                                                            | S                                                                            | O                                                                            | N                                                                            | D                                                                            |
| 3.3 82 65 | 6 81 65                                                                      | 4.8 79 63                                                                    | 4.8 74 57                                                                    | 4.9 67 51                                                                    | 4.5 62 47                                                                    | 4.5 60 45                                                                    | 4.1 63 47                                                                    | 3.5 65 49                                                                    | 3.1 71 54                                                                    | 3.1 75 57                                                                    | 3.4 79 61                                                                    |
| temperaturas en °F • totales de precipitación en pulgadas |                                                                              |                                                                              |                                                                              |                                                                              |                                                                              |                                                                              |                                                                              |                                                                              |                                                                              |                                                                              |                                                                              |

| Climograma de Buenos Aires, Argentina (1981-2010) | Climograma de Buenos Aires, Argentina (1981-2010) | Climograma de Buenos Aires, Argentina (1981-2010) | Climograma de Buenos Aires, Argentina (1981-2010) | Climograma de Buenos Aires, Argentina (1981-2010) | Climograma de Buenos Aires, Argentina (1981-2010) | Climograma de Buenos Aires, Argentina (1981-2010) | Climograma de Buenos Aires, Argentina (1981-2010) | Climograma de Buenos Aires, Argentina (1981-2010) | Climograma de Buenos Aires, Argentina (1981-2010) | Climograma de Buenos Aires, Argentina (1981-2010) | Climograma de Buenos Aires, Argentina (1981-2010) |
| --- | ------------------------------------------------- | ------------------------------------------------- | ------------------------------------------------- | ------------------------------------------------- | ------------------------------------------------- | ------------------------------------------------- | ------------------------------------------------- | ------------------------------------------------- | ------------------------------------------------- | ------------------------------------------------- | ------------------------------------------------- |
| E | F                                                 | M                                                 | A                                                 | M                                                 | J                                                 | J                                                 | A                                                 | S                                                 | O                                                 | N                                                 | D                                                 |
| 138.8 30 20 | 127.1 29 19                                       | 140.1 27 18                                       | 119.0 23 14                                       | 92.3 19 11                                        | 58.8 16 8                                         | 60.6 15 7                                         | 64.2 18 9                                         | 72.0 19 10                                        | 127.2 23 13                                       | 117.3 26 16                                       | 118.9 29 18                                       |
| temperaturas en °C • totales de precipitación en mm fuente: Servicio Meteorológico Nacional (Argentina) |                                                   |                                                   |                                                   |                                                   |                                                   |                                                   |                                                   |                                                   |                                                   |                                                   |                                                   |
| Conversión sistema imperial\| E \| F \| M \| A \| M \| J \| J \| A \| S \| O \| N \| D \| \| 5.5 86 68 \| 5 84 67 \| 5.5 80 64 \| 4.7 73 57 \| 3.6 67 51 \| 2.3 61 47 \| 2.4 60 45 \| 2.5 64 48 \| 2.8 67 51 \| 5 73 56 \| 4.6 78 61 \| 4.7 83 65 \| \| temperaturas en °F • totales de precipitación en pulgadas \| \| \| \| \| \| \| \| \| \| \| \| |                                                   |                                                   |                                                   |                                                   |                                                   |                                                   |                                                   |                                                   |                                                   |                                                   |                                                   |
| E | F                                                 | M                                                 | A                                                 | M                                                 | J                                                 | J                                                 | A                                                 | S                                                 | O                                                 | N                                                 | D                                                 |
| 5.5 86 68 | 5 84 67                                           | 5.5 80 64                                         | 4.7 73 57                                         | 3.6 67 51                                         | 2.3 61 47                                         | 2.4 60 45                                         | 2.5 64 48                                         | 2.8 67 51                                         | 5 73 56                                           | 4.6 78 61                                         | 4.7 83 65                                         |
| temperaturas en °F • totales de precipitación en pulgadas |                                                   |                                                   |                                                   |                                                   |                                                   |                                                   |                                                   |                                                   |                                                   |                                                   |                                                   |

| Climograma de Punta del Este, Uruguay (1961-1990) | Climograma de Punta del Este, Uruguay (1961-1990) | Climograma de Punta del Este, Uruguay (1961-1990) | Climograma de Punta del Este, Uruguay (1961-1990) | Climograma de Punta del Este, Uruguay (1961-1990) | Climograma de Punta del Este, Uruguay (1961-1990) | Climograma de Punta del Este, Uruguay (1961-1990) | Climograma de Punta del Este, Uruguay (1961-1990) | Climograma de Punta del Este, Uruguay (1961-1990) | Climograma de Punta del Este, Uruguay (1961-1990) | Climograma de Punta del Este, Uruguay (1961-1990) | Climograma de Punta del Este, Uruguay (1961-1990) |
| --- | ------------------------------------------------- | ------------------------------------------------- | ------------------------------------------------- | ------------------------------------------------- | ------------------------------------------------- | ------------------------------------------------- | ------------------------------------------------- | ------------------------------------------------- | ------------------------------------------------- | ------------------------------------------------- | ------------------------------------------------- |
| E | F                                                 | M                                                 | A                                                 | M                                                 | J                                                 | J                                                 | A                                                 | S                                                 | O                                                 | N                                                 | D                                                 |
| 75.4 25 18 | 84.8 25 18                                        | 79.3 24 18                                        | 84.0 21 15                                        | 91.4 18 12                                        | 80.3 15 10                                        | 90.3 14 9                                         | 93.9 15 9                                         | 93.1 16 10                                        | 85.0 18 11                                        | 86.8 21 14                                        | 66.6 24 16                                        |
| temperaturas en °C • totales de precipitación en mm fuente: WMO |                                                   |                                                   |                                                   |                                                   |                                                   |                                                   |                                                   |                                                   |                                                   |                                                   |                                                   |
| Conversión sistema imperial\| E \| F \| M \| A \| M \| J \| J \| A \| S \| O \| N \| D \| \| 3 77 65 \| 3.3 77 65 \| 3.1 75 64 \| 3.3 70 59 \| 3.6 65 54 \| 3.2 59 49 \| 3.6 58 48 \| 3.7 58 48 \| 3.7 61 50 \| 3.3 65 53 \| 3.4 70 57 \| 2.6 75 62 \| \| temperaturas en °F • totales de precipitación en pulgadas \| \| \| \| \| \| \| \| \| \| \| \| |                                                   |                                                   |                                                   |                                                   |                                                   |                                                   |                                                   |                                                   |                                                   |                                                   |                                                   |
| E | F                                                 | M                                                 | A                                                 | M                                                 | J                                                 | J                                                 | A                                                 | S                                                 | O                                                 | N                                                 | D                                                 |
| 3 77 65 | 3.3 77 65                                         | 3.1 75 64                                         | 3.3 70 59                                         | 3.6 65 54                                         | 3.2 59 49                                         | 3.6 58 48                                         | 3.7 58 48                                         | 3.7 61 50                                         | 3.3 65 53                                         | 3.4 70 57                                         | 2.6 75 62                                         |
| temperaturas en °F • totales de precipitación en pulgadas |                                                   |                                                   |                                                   |                                                   |                                                   |                                                   |                                                   |                                                   |                                                   |                                                   |                                                   |

| Climograma de Viedma, Argentina (1981-2010) | Climograma de Viedma, Argentina (1981-2010) | Climograma de Viedma, Argentina (1981-2010) | Climograma de Viedma, Argentina (1981-2010) | Climograma de Viedma, Argentina (1981-2010) | Climograma de Viedma, Argentina (1981-2010) | Climograma de Viedma, Argentina (1981-2010) | Climograma de Viedma, Argentina (1981-2010) | Climograma de Viedma, Argentina (1981-2010) | Climograma de Viedma, Argentina (1981-2010) | Climograma de Viedma, Argentina (1981-2010) | Climograma de Viedma, Argentina (1981-2010) |
| --- | ------------------------------------------- | ------------------------------------------- | ------------------------------------------- | ------------------------------------------- | ------------------------------------------- | ------------------------------------------- | ------------------------------------------- | ------------------------------------------- | ------------------------------------------- | ------------------------------------------- | ------------------------------------------- |
| E | F                                           | M                                           | A                                           | M                                           | J                                           | J                                           | A                                           | S                                           | O                                           | N                                           | D                                           |
| 31.4 29 15 | 43.0 28 14                                  | 54.1 25 12                                  | 41.8 21 8                                   | 28.8 16 5                                   | 25.6 13 2                                   | 26.0 13 2                                   | 22.3 15 2                                   | 25.2 18 4                                   | 30.3 21 7                                   | 23.6 25 10                                  | 21.3 28 13                                  |
| temperaturas en °C • totales de precipitación en mm fuente: Instituto Nacional de Tecnología Agropecuaria |                                             |                                             |                                             |                                             |                                             |                                             |                                             |                                             |                                             |                                             |                                             |
| Conversión sistema imperial\| E \| F \| M \| A \| M \| J \| J \| A \| S \| O \| N \| D \| \| 1.2 85 58 \| 1.7 83 57 \| 2.1 78 54 \| 1.6 70 46 \| 1.1 61 40 \| 1 56 36 \| 1 55 35 \| 0.9 59 36 \| 1 64 39 \| 1.2 71 45 \| 0.9 77 50 \| 0.8 82 55 \| \| temperaturas en °F • totales de precipitación en pulgadas \| \| \| \| \| \| \| \| \| \| \| \| |                                             |                                             |                                             |                                             |                                             |                                             |                                             |                                             |                                             |                                             |                                             |
| E | F                                           | M                                           | A                                           | M                                           | J                                           | J                                           | A                                           | S                                           | O                                           | N                                           | D                                           |
| 1.2 85 58 | 1.7 83 57                                   | 2.1 78 54                                   | 1.6 70 46                                   | 1.1 61 40                                   | 1 56 36                                     | 1 55 35                                     | 0.9 59 36                                   | 1 64 39                                     | 1.2 71 45                                   | 0.9 77 50                                   | 0.8 82 55                                   |
| temperaturas en °F • totales de precipitación en pulgadas |                                             |                                             |                                             |                                             |                                             |                                             |                                             |                                             |                                             |                                             |                                             |

| Climograma de Coronel Suárez, Buenos Aires, Argentina (1981-2010) | Climograma de Coronel Suárez, Buenos Aires, Argentina (1981-2010) | Climograma de Coronel Suárez, Buenos Aires, Argentina (1981-2010) | Climograma de Coronel Suárez, Buenos Aires, Argentina (1981-2010) | Climograma de Coronel Suárez, Buenos Aires, Argentina (1981-2010) | Climograma de Coronel Suárez, Buenos Aires, Argentina (1981-2010) | Climograma de Coronel Suárez, Buenos Aires, Argentina (1981-2010) | Climograma de Coronel Suárez, Buenos Aires, Argentina (1981-2010) | Climograma de Coronel Suárez, Buenos Aires, Argentina (1981-2010) | Climograma de Coronel Suárez, Buenos Aires, Argentina (1981-2010) | Climograma de Coronel Suárez, Buenos Aires, Argentina (1981-2010) | Climograma de Coronel Suárez, Buenos Aires, Argentina (1981-2010) |
| --- | ----------------------------------------------------------------- | ----------------------------------------------------------------- | ----------------------------------------------------------------- | ----------------------------------------------------------------- | ----------------------------------------------------------------- | ----------------------------------------------------------------- | ----------------------------------------------------------------- | ----------------------------------------------------------------- | ----------------------------------------------------------------- | ----------------------------------------------------------------- | ----------------------------------------------------------------- |
| E | F                                                                 | M                                                                 | A                                                                 | M                                                                 | J                                                                 | J                                                                 | A                                                                 | S                                                                 | O                                                                 | N                                                                 | D                                                                 |
| 112.3 29 14 | 80.4 27 13                                                        | 95.9 25 11                                                        | 70.9 20 7                                                         | 47.4 16 4                                                         | 22.1 13 1                                                         | 28.5 12 0                                                         | 32.4 15 1                                                         | 58.1 17 3                                                         | 99.7 20 7                                                         | 74.3 24 9                                                         | 84.1 27 12                                                        |
| temperaturas en °C • totales de precipitación en mm fuente: Servicio Meteorológico Nacional |                                                                   |                                                                   |                                                                   |                                                                   |                                                                   |                                                                   |                                                                   |                                                                   |                                                                   |                                                                   |                                                                   |
| Conversión sistema imperial\| E \| F \| M \| A \| M \| J \| J \| A \| S \| O \| N \| D \| \| 4.4 84 57 \| 3.2 81 55 \| 3.8 77 52 \| 2.8 69 45 \| 1.9 61 39 \| 0.9 55 34 \| 1.1 54 33 \| 1.3 59 35 \| 2.3 63 38 \| 3.9 69 44 \| 2.9 75 49 \| 3.3 81 54 \| \| temperaturas en °F • totales de precipitación en pulgadas \| \| \| \| \| \| \| \| \| \| \| \| |                                                                   |                                                                   |                                                                   |                                                                   |                                                                   |                                                                   |                                                                   |                                                                   |                                                                   |                                                                   |                                                                   |
| E | F                                                                 | M                                                                 | A                                                                 | M                                                                 | J                                                                 | J                                                                 | A                                                                 | S                                                                 | O                                                                 | N                                                                 | D                                                                 |
| 4.4 84 57 | 3.2 81 55                                                         | 3.8 77 52                                                         | 2.8 69 45                                                         | 1.9 61 39                                                         | 0.9 55 34                                                         | 1.1 54 33                                                         | 1.3 59 35                                                         | 2.3 63 38                                                         | 3.9 69 44                                                         | 2.9 75 49                                                         | 3.3 81 54                                                         |
| temperaturas en °F • totales de precipitación en pulgadas |                                                                   |                                                                   |                                                                   |                                                                   |                                                                   |                                                                   |                                                                   |                                                                   |                                                                   |                                                                   |                                                                   |

| Climograma de Laboulaye, Córdoba, Argentina (1991-2020) | Climograma de Laboulaye, Córdoba, Argentina (1991-2020) | Climograma de Laboulaye, Córdoba, Argentina (1991-2020) | Climograma de Laboulaye, Córdoba, Argentina (1991-2020) | Climograma de Laboulaye, Córdoba, Argentina (1991-2020) | Climograma de Laboulaye, Córdoba, Argentina (1991-2020) | Climograma de Laboulaye, Córdoba, Argentina (1991-2020) | Climograma de Laboulaye, Córdoba, Argentina (1991-2020) | Climograma de Laboulaye, Córdoba, Argentina (1991-2020) | Climograma de Laboulaye, Córdoba, Argentina (1991-2020) | Climograma de Laboulaye, Córdoba, Argentina (1991-2020) | Climograma de Laboulaye, Córdoba, Argentina (1991-2020) |
| --- | ------------------------------------------------------- | ------------------------------------------------------- | ------------------------------------------------------- | ------------------------------------------------------- | ------------------------------------------------------- | ------------------------------------------------------- | ------------------------------------------------------- | ------------------------------------------------------- | ------------------------------------------------------- | ------------------------------------------------------- | ------------------------------------------------------- |
| E | F                                                       | M                                                       | A                                                       | M                                                       | J                                                       | J                                                       | A                                                       | S                                                       | O                                                       | N                                                       | D                                                       |
| 130 30 17 | 108.4 29 16                                             | 128.6 27 14                                             | 88.7 23 11                                              | 39.0 19 8                                               | 13.2 16 4                                               | 13.5 16 3                                               | 17.5 19 4                                               | 48.4 21 7                                               | 102.3 24 11                                             | 106.0 27 14                                             | 137.4 30 16                                             |
| temperaturas en °C • totales de precipitación en mm fuente: Servicio Meteorológico Nacional |                                                         |                                                         |                                                         |                                                         |                                                         |                                                         |                                                         |                                                         |                                                         |                                                         |                                                         |
| Conversión sistema imperial\| E \| F \| M \| A \| M \| J \| J \| A \| S \| O \| N \| D \| \| 5.1 87 62 \| 4.3 84 61 \| 5.1 81 58 \| 3.5 74 51 \| 1.5 67 46 \| 0.5 61 39 \| 0.5 60 37 \| 0.7 66 39 \| 1.9 70 44 \| 4 75 51 \| 4.2 81 56 \| 5.4 86 60 \| \| temperaturas en °F • totales de precipitación en pulgadas \| \| \| \| \| \| \| \| \| \| \| \| |                                                         |                                                         |                                                         |                                                         |                                                         |                                                         |                                                         |                                                         |                                                         |                                                         |                                                         |
| E | F                                                       | M                                                       | A                                                       | M                                                       | J                                                       | J                                                       | A                                                       | S                                                       | O                                                       | N                                                       | D                                                       |
| 5.1 87 62 | 4.3 84 61                                               | 5.1 81 58                                               | 3.5 74 51                                               | 1.5 67 46                                               | 0.5 61 39                                               | 0.5 60 37                                               | 0.7 66 39                                               | 1.9 70 44                                               | 4 75 51                                                 | 4.2 81 56                                               | 5.4 86 60                                               |
| temperaturas en °F • totales de precipitación en pulgadas |                                                         |                                                         |                                                         |                                                         |                                                         |                                                         |                                                         |                                                         |                                                         |                                                         |                                                         |

## Vida silvestre
La actividad humana ha provocado importantes cambios en la fauna de la Pampa.  Especies como el puma, el ñandú, y el venado de las Pampas han perdido sus hábitats especialmente debido a la expansión de la agricultura y la ganadería.
Los herbívoros de la pampa son el venado de las pampas, la corzuela parda, la vizcacha de las llanuras, el cuis común, el cuis chico y el coipo. El mayor depredador de la región es el puma, seguido por el lobo de crin, el zorro de las pampas, el gato de Geoffroy, el hurón menor, así como la omnívora zarigüeya de orejas blancas y el zorrino.
Las especies de aves de la pampa son el cauquén colorado, la loica pampeana, el zarapito pico recto, la cigüeña maguari, el ibis cariblanco, la gallareta ala blanca, el chajá, la pajonalera piquicurva, el búho de madriguera y el ñandú.

Entre las especies invasoras se encuentran la liebre europea, el jabalí y el gorrión común.

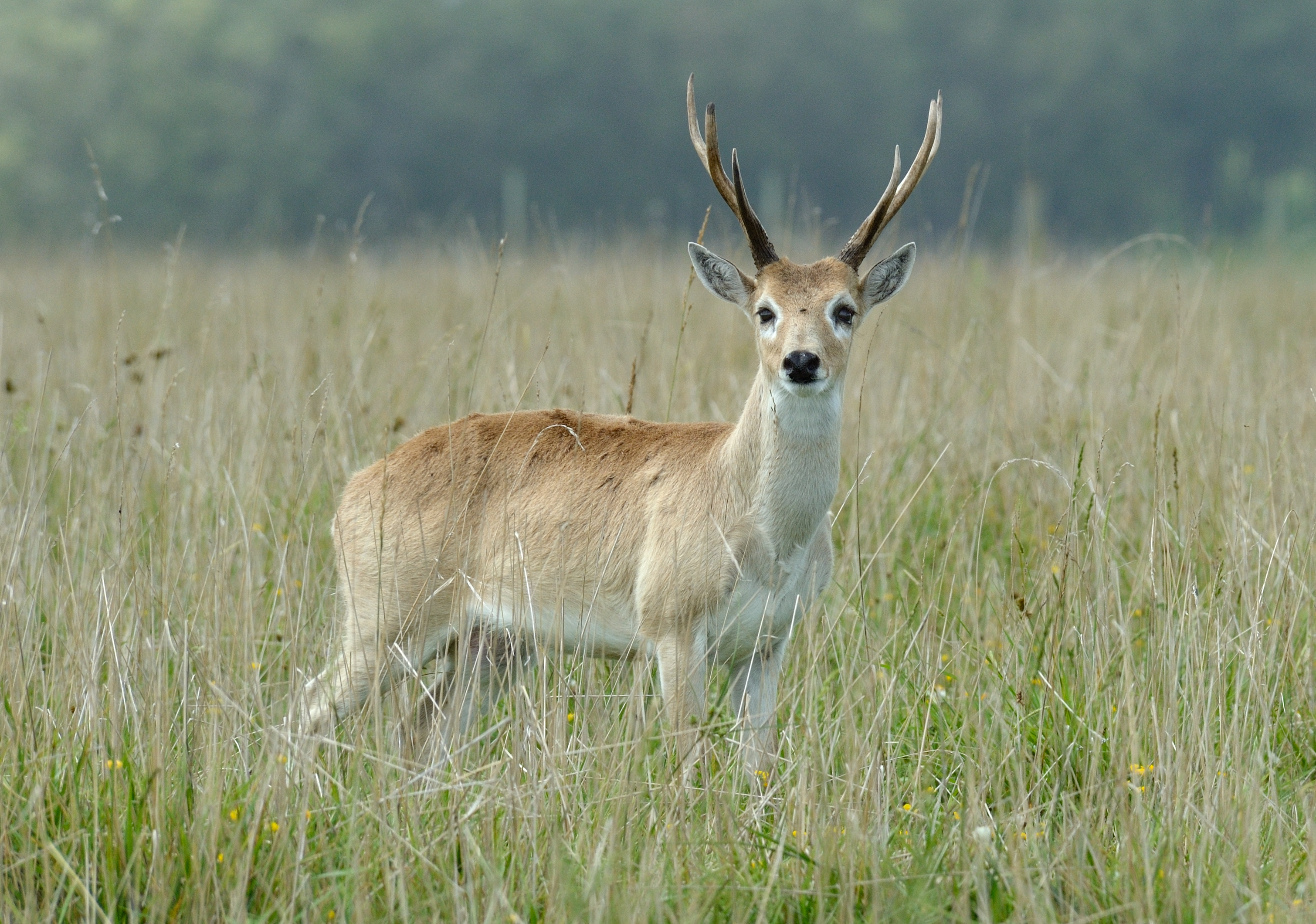
Ciervo de las pampas
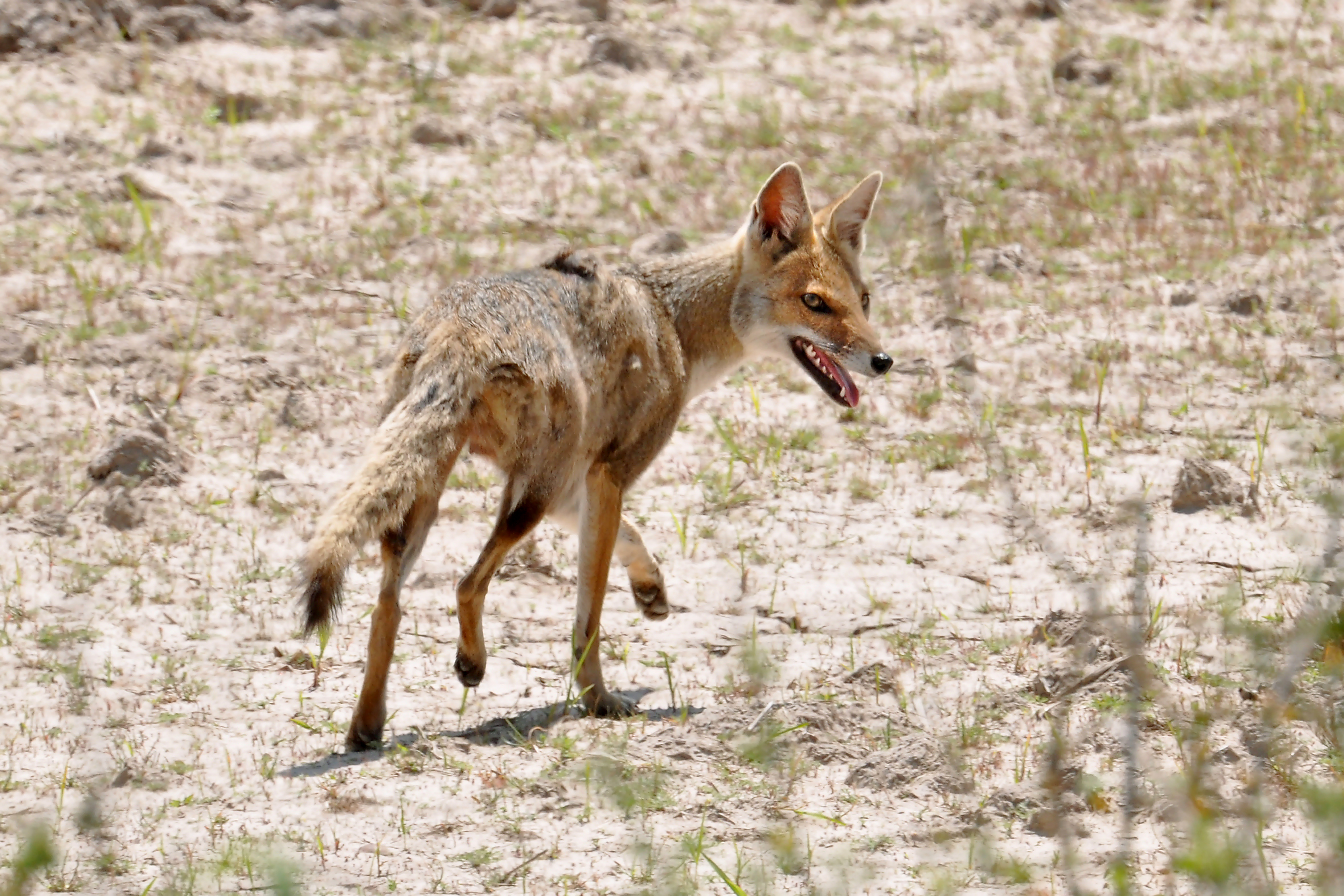
Zorro de las pampas
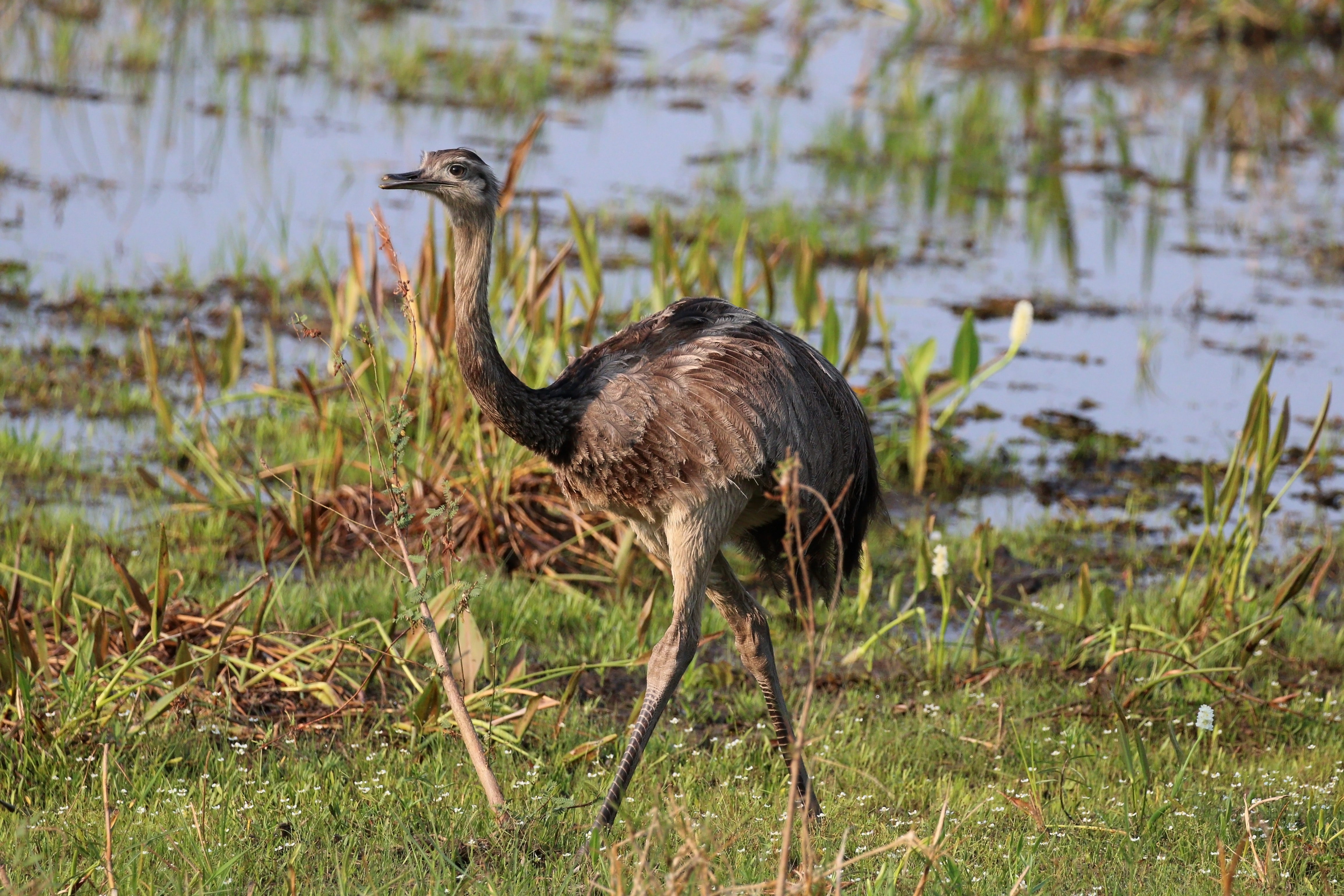
Ñandú
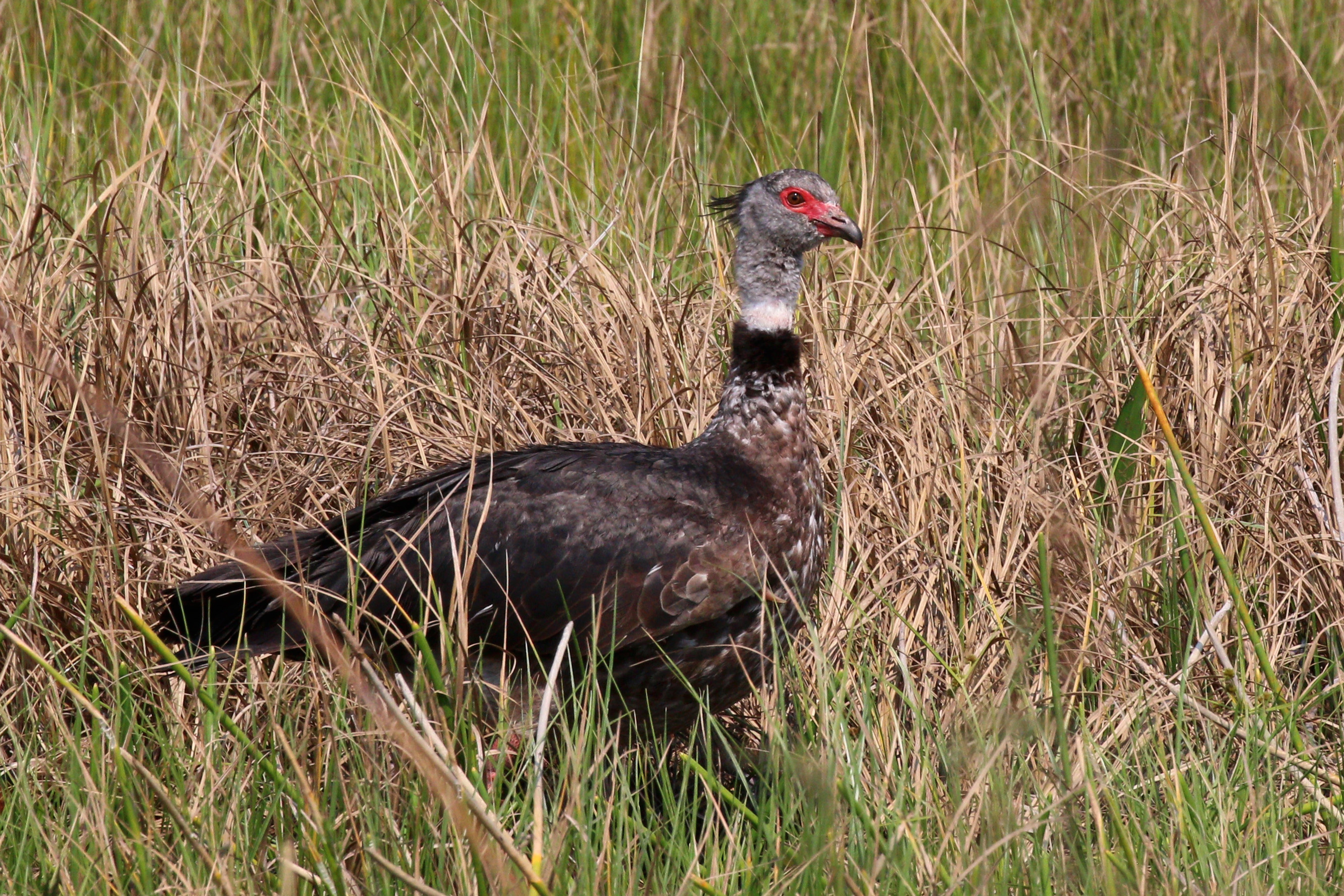
Chajá

## Vegetación
Históricamente, los incendios frecuentes aseguraban que solo florecieran plantas pequeñas como hierbas, mientras que los árboles eran menos comunes. Los tipos de vegetación dominantes son las praderas herbosas y las estepas herbáceas, en las que son particularmente conspicuas numerosas especies del género herbáceo Stipa. La "hierba pampeana" (Cortaderia selloana) es una especie icónica de las pampas. La vegetación normalmente incluye pastos perennes y hierbas. Se producen diferentes estratos de pastos debido a los gradientes de disponibilidad de agua.
El Fondo Mundial para la Naturaleza divide las Pampas en tres ecorregiones. La sabana uruguaya se encuentra al este del río Paraná e incluye todo Uruguay, la mayor parte de las provincias de Entre Ríos y Corrientes en Argentina, y la parte sur del estado brasileño de Río Grande do Sul. La Pampa Húmeda incluye el este de la provincia de Buenos Aires y el sur de la provincia de Entre Ríos. La Pampa semiárida incluye el oeste de la provincia de Buenos Aires y partes adyacentes de las provincias de Santa Fe, Córdoba y La Pampa. Las Pampas están delimitadas por las praderas más secas del Espinal argentino, que forman un semicírculo alrededor del norte, oeste y sur de las Pampas Húmedas.
Los inviernos son de fríos a templados y los veranos son cálidos y húmedos. Las precipitaciones son bastante uniformes durante todo el año, pero son un poco más intensas durante el verano. Las precipitaciones anuales son más intensas cerca de la costa y disminuyen gradualmente hacia el interior. La lluvia durante el final de la primavera y el verano suele llegar en forma de fuertes aguaceros breves y tormentas eléctricas. Precipitaciones más generales se producen el resto del año a medida que avanzan frente frío y sistemas de tormentas. Aunque los períodos de frío durante el invierno a menudo envían temperaturas nocturnas por debajo del punto de congelación, la nieve es bastante rara. En la mayoría de los inviernos, se producen algunas nevadas ligeras en las zonas del interior.
El centro de Argentina cuenta con un exitoso negocio agrícola, con cultivos que se cultivan en las pampas al sur y oeste de Buenos Aires. Gran parte del área también se utiliza para la ganadería y, más recientemente, para el cultivo de viñedos en la región vinícola de Buenos Aires. El área también se utiliza para el cultivo de miel con abejas europeas. Estas regiones agrícolas son particularmente susceptibles a las inundaciones durante las tormentas eléctricas. Las temperaturas anuales en las Pampas son en promedio unos 16 °C.

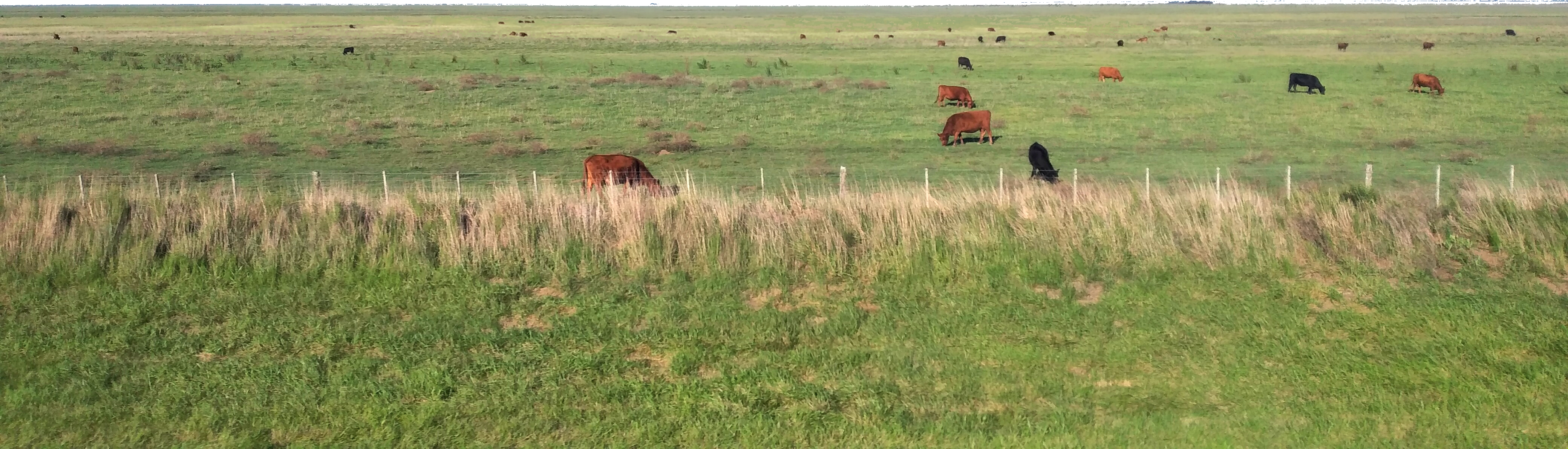
Planicies de las Pampas en la provincia de Buenos Aires, Argentina

## Conservación
En el sector correspondiente a Brasil, a pesar de su riqueza en especies, la vegetación de los pastizales meridionales no está adecuadamente protegida por las actuales políticas de conservación. En las últimas décadas, se ha perdido alrededor del 43,7 % del área debido a la deforestación y a los cambios en el uso del suelo, y su representación en unidades de conservación es extremadamente baja (alrededor del 2,7 %), como el Área de Protección Ambiental de Ibirapuitã.
En 2020, el INPE registró la mayor área quemada de la serie histórica.
Los campos contribuyen de forma importante a la preservación de la biodiversidad, principalmente mitigando el efecto invernadero y ayudando a controlar la erosión.